# 佐藤左久
佐藤 左久（さとう さきゅう、1858年（安政5年） - 1915年（大正4年）4月5日）は、明治から大正期の箏曲家。

## 経歴
伊予松山藩士の家系の子として伊予国松山に生まれる。5歳で失明し、6歳で白勢高実（3代白勢検校）に入門。左京一の名で箏曲家となる。
山田流箏曲や生田流箏曲を学び、長谷幸輝ら生田流の箏曲家たちとたびたび共演した。箏曲の師匠として数多くの門弟を輩出し、箏の手付けにも才能を発揮した。1901年（明治35年）からは女子大学（現日本女子大学）の琴曲科で指導した。1915年（大正4年）大阪出向中に急逝した。

## 作品
- 『小夜砧』
- 『佐保姫』

## リンク
- 『琴曲界』 第一号　琴曲研究会　（1913.1）